# Уолфиш, Питер
Питер Уолфиш, собственно Ханс Петер Вальфиш (нем. Hans Peter Wallfisch; 20 октября 1924, Бреслау — 10 ноября 1993, Лондон) — британский пианист и музыкальный педагог немецкого происхождения. Отец Рафаэля Уолфиша.

## Биография
Петер Валфиш родился 20 октября 1924 года в Бреслау, он был вторым ребёнком Фриды Валфиш, урождённой Бройде, и Герберта Валфиша. С 1934 года он посещал еврейскую реформистскую среднюю школу в Бреслау, а также брал частные уроки игры на фортепиано.
В 1938 году эмигрировал из Германии в Палестину. Учился в Палестинской консерватории в Иерусалиме у Иды Розен, затем преподавал там же. В 1946—1949 годах совершенствовал своё мастерство в Париже под руководством Маргерит Лонг. В 1951 году обосновался в Великобритании, годом позже женился на подруге своего отрочества виолончелистке Аните Ласкер.
Вёл обширную концертную деятельность, гастролировал в разных странах Европы, Южной и Северной Америке, на Ближнем и Дальнем Востоке. Был одним из инициаторов возрождения интереса к творчеству Фрэнка Бриджа, многие годы дружил с Кеннетом Лейтоном, посвятившим ему несколько произведений. Записал, среди прочего, «Фантазм» Бриджа (с Лондонским филармоническим оркестром), ряд пьес Роберта Шумана, в том числе дуэты для виолончели и фортепиано (со своим сыном Рафаэлем). Выступал также как аккомпаниатор (в частности, с Дженнифер Вайвиан).
В 1974—1991 годах — профессор фортепиано в Королевском колледже музыки. Был вынужден выйти в отставку после инсульта.